# Aguilar (Familienname)
Aguilar ist ein spanischer Familienname.

## Namensträger

### A
- Abel Aguilar Elizalde (* 1929), mexikanischer Fußballschiedsrichter
- Abel Enrique Aguilar (* 1985), kolumbianischer Fußballspieler
- Alberto Aguilar (* 1985), venezolanischer Sprinter
- Alberto Aguilar Mijes (* 1960), mexikanischer Fußballtorhüter und -trainer
- Alessandra Aguilar (* 1978), spanische Langstreckenläuferin
- Aloisio Milanez Aguiar (1943–2016), brasilianischer Jazzmusiker
- Alonso González Aguilar, Bischof von León 1613 bis 1615
- Andreas Aguilar (* 1962), deutscher Kunstturner
- Andrés Aguilar (* 1960), costa-ricanischer Schwimmer
- Andrés Aguilar Mawdsley (1924–1995), venezolanischer Jurist und Richter am Internationalen Gerichtshof
- Ángela Aguilar (* 2003), mexikanische Sängerin
- Antonio Aguilar (1919–2007), mexikanischer Schauspieler und Sänger
- Antonio Aguilar, hijo (* 1960), mexikanischer Sänger und Schauspieler, Sohn von Antonio Aguilar
- Antonio Aguilar (Gitarrist), US-amerikanischer Gitarrist und Sänger
- Antonio Aguilar (Rugbyspieler) (* 1978), portugiesischer Rugbyspieler
- Antonio Aguilar Chastellain (* 1960), spanischer Wasserballspieler
- Antonio Aguilar Correa (1824–1908), spanischer Ministerpräsident
- Armando Aguilar, Fußballspieler in Mexiko
- Audilio Aguilar Aguilar (* 1963), panamaischer römisch-katholischer Bischof

### C
- Carlos Aguilar (Tennisspieler), US-amerikanischer Tennisspieler
- Carlos Aguilar (Radsportler), guatemaltekischer Radrennfahrer
- Carlos Aguilar (Fußballspieler) (Carlos Daniel Aguilar Morales, * 2006), guatemaltekischer Fußballspieler
- Cristóbal Aguilar (≈1816–1886), mexikanisch-amerikanischer Politiker

### D
- Dario Aguilar, mexikanischer Turner
- Diego d’Aguilar (1699–1759), marranischer Financier und Baron

### E
- Eduardo Aguilar (* 1976), spanischer Hockeyspieler
- Elías Aguilar Romero (* 1943), mexikanischer Fußballspieler
- Elisa Aguilar (* 1976), spanische Basketballspielerin
- Elizabeth Aguilar (* 1987), salvadorianische Fußballschiedsrichterassistentin
- Emanuel Aguilar (1824–1904), englischer Pianist, Musikpädagoge und Komponist
- Enrique Aguilar (* 2007), Schweizer Fußballspieler
- Enrique Aguilar Zermeno (* 1969), mexikanischer Ringer
- Eugenio Aguilar Gonzalez Batres (1804–1879), Präsident von El Salvador
- Evelis Aguilar (* 1993), kolumbianische Leichtathletin

### F
- Felipe Raúl Valdés Aguilar (* 1930), mexikanischer Diplomat
- Fernando Aguilar (* 1938), spanischer Leichtathlet
- Fernando Sebastián Aguilar (1929–2019), spanischer Kardinal, Erzbischof von Pamplona y Tudela
- Florencio Aguilar (* 1959), panamaischer Leichtathlet
- Francisco de Aguilar (Konquistador) (1479–1571?), spanischer Konquistador
- Francisco de Aguilar (Politiker) (1810–nach 1858), honduranischer Politiker
- Francisco Aguilar Barquero (1857–1924), costa-ricanischer Politiker, Präsident 1919 bis 1920
- Francisco Aguilar Piñal (* 1931), spanischer Hispanist
- Francisco Javier Aguilar González (1895–1972), mexikanischer Diplomat
- Freddie Aguilar (1953–2025), philippinischer Rockmusiker

### G
- Gaspar Aguilar (Dichter) (1561–1623), spanischer Poet und Dramatiker
- Gaspar de Aguilar (Musiktheoretiker) (15./16. Jahrhundert), spanischer Musiktheoretiker
- Gerónimo de Aguilar (1498–1531?), spanischer Conquistador
- Gonzalo Aguilar (* 1987), uruguayischer Fußballspieler
- Grace Aguilar (1816–1847), englische Schriftstellerin

### H
- Héctor Aguilar (* 1984), uruguayischer Radrennfahrer

### I
- Ico Aguilar (1949–2020), spanischer Fußballspieler
- Ignacio Aguilar Colio, mexikanischer Fußballspieler
- Iñaki Aguilar (* 1983), spanischer Wasserballspieler
- Indyra Mendoza Aguilar, honduranische LGBT-Aktivistin
- Iris Yassmin Barrios Aguilar (* 1962), guatemaltekische Gerichtspräsidentin
- Irving Aguilar (* 1970), mexikanischer Radrennfahrer
- Isabel Andreu de Aguilar (1887–1948), puerto-ricanische Schriftstellerin, Pädagogin, Frauenrechtlerin und Philanthropin

### J
- Jaime Julio Aguilar (* 1956), mexikanischer Fußballtorhüter
- Joan Petit i Aguilar (1752–1829), spanischer Katalanist und Grammatiker
- Joel Aguilar (* 1975), Fußballschiedsrichter aus El Salvador
- Joey Aguilar, US-amerikanischer American-Football-Spieler
- Jorge Aguilar (* 1985), chilenischer Tennisspieler
- José Aguilar (Radsportler) (* 1980), venezolanischer Radrennfahrer
- José Aguilar (Fußballspieler) (* 2001), spanischer Fußballspieler
- José Aguilar Álvarez (1902–1959), mexikanischer Mediziner
- José Aguilar Pulsán (1958–2014), kubanischer Boxer
- José María Aguilar (1891–1951), uruguayischer Tangosänger, Gitarrist und Komponist
- José Vásquez Aguilar (1900–1980), philippinischer Pädagoge
- Juan Aguilar (* 1943), argentinischer Boxer
- Juan Carlos Aguilar (* 1998), bolivianisch-kanadischer Tennisspieler
- Juan Carlos Villarreal Aguilar (* 1975), panamaischer Botaniker und Bryologe
- Julio Aguilar (* 1990), argentinischer Fußballspieler

### K
- Karel Aguilar (* 1980), kubanischer Kanute
- Kluiverth Aguilar (* 2003), peruanischer Fußballspieler

### L
- Leonardo Aguilar (* 1999), mexikanischer Sänger
- Leopoldo Zea Aguilar (1912–2004), mexikanischer Philosoph
- Luis Aguilar (Schauspieler) (1918–1997), mexikanischer Schauspieler und Sänger
- Luis Aguilar (Tänzer) (* 1949), kubanischer Tänzer
- Luis Aguilar (Komponist) (* 1950), peruanischer Komponist
- Luis Aguilar (Schwimmer) (* 1952), costa-ricanischer Schwimmer
- Luz María Aguilar (* 1936), mexikanische Schauspielerin

### M
- Macarena Aguilar (* 1985), spanische Handballspielerin
- Majo Aguilar (* 1994), mexikanische Sängerin und Songwriterin
- Manuel Aguilar Chacón (1797–1845), Präsident von Costa Rica
- Manuel Aguilar, König der Naso
- María del Carmen Aguilar (* 1945), argentinische Musikpädagogin und -wissenschaftlerin
- María Luisa Aguilar (1938–2015), peruanische Astronomin und Hochschullehrerin
- Mariano Aguilar (1903–??), mexikanischer Sprinter
- Mario Aguilar (* 1925), salvadorianischer Segler
- Maximiliano Aguilar (* 1950), mexikanischer Schwimmer und Wasserballspieler
- Mazaly Aguilar (* 1949), spanische Politikerin (Vox), MdEP
- Michael Aguilar (* 1979), belizischer Leichtathlet
- Miguel Aguilar (* 1993), mexikanischer Fußballspieler
- Miguel Aguilar Ahumada (1931–2019), chilenischer Komponist und Musikpädagoge
- Miguel Angel Aguilar Miranda (1939–2025), ecuadorianischer Geistlicher, Militärbischof von Ecuador

### N
- Natasha Aguilar (1970–2016), costa-ricanische Schwimmerin

### O
- Octavio Villegas Aguilar (* 1940), römisch-katholischer Bischof
- Omar Aguilar (* 1959), chilenischer Leichtathlet
- Oswaldo Estéfano Escobar Aguilar (* 1968), salvadorianischer Ordensgeistlicher, Bischof von Chalatenango

### P
- Pablo Aguilar (Schauspieler) (* 1973), argentinischer Schauspieler und Drehbuchautor
- Pablo Aguilar (Basketballspieler) (* 1989), spanischer Basketballspieler
- Pablo César Aguilar (* 1987), paraguayischer Fußballspieler
- Paul Aguilar (* 1986), mexikanischer Fußballspieler
- Pedro Aguilar (* 1960), spanischer Fußballspieler
- Pepe Aguilar (* 1968), mexikanischer Sänger
- Pete Aguilar (* 1979), US-amerikanischer Politiker

### R
- Rafael Aguilar (* 1961), spanischer Wasserballspieler
- Rodrigo Aguilar Martínez (* 1952), mexikanischer Geistlicher, römisch-katholischer Bischof von San Cristóbal de Las Casas
- Rogelio Martínez Aguilar (* 1941), mexikanischer Botschafter
- Ronnie Aguilar (* 1987), amerikanischer Basketballspieler
- Rosa Aguilar (* 1957), spanische Politikerin
- Ruben Aguilar (* 1993), französischer Fußballspieler

### S
- Sandro Aguilar (* 1973), portugiesischer Filmproduzent und -regisseur
- Severino Aguilar (* 1936), panamaischer Ringer
- Sharon Aguilar (* 1986), US-amerikanische Musikerin

### V
- Víctor Aguilar (* 1990), bolivianischer Mittel- und Langstreckenläuferin
- Víctor Alejandro Aguilar Ledesma (* 1965), mexikanischer Geistlicher, Bischof von Celaya

### W
- Wendy Aguilar (* 1972), mexikanische Synchronschwimmerin

### Y
- Yulenmis Aguilar (* 1996), kubanische Speerwerferin